# المحكمة الابتدائية العسكرية الدائمة (تونس)
المحكمة العسكرية الدائمة بتونس هي إحدى المحاكم العسكرية الدائمة الثلاثة في تونس. يعود إحداثها لشهر أغسطس 1958 ويقع مقرها في الثكنة العسكرية بباب سعدون. ويعود تسميتها بالمحكمة «الدائمة» كون في زمن الحرب يمكن لرئيس الجمهورية بناءًا على اقتراح وزير الدفاع إنشاء محاكم عسكريّة أخرى مؤقتة.

## التأسيس
ٱسست المحكمة عام 1958 في عهد الرئيس السابق الحبيب بورقيبة بناءاً على الأمر عدد 9 لسنة 1957 المؤرخ في 10 يناير 1957 والمتعلق بـ«تدوين القانون التونسي للمرافعات والعقوبات العسكرية» والذي أصدره آخر البايات الحسينيين محمد الأمين باي.

## اختصاصات المحكمة
تختص المحاكم العسكرية في:
1. الجرائم العسكرية المنصوص عليها بالكتاب الثاني من الأمر عدد 9 لسنة 1957.
2. الجرائم المرتكبة في الثكنات أو في المعسكرات أو المؤسسات أو الأماكن التي يشغلها العسكريون لصالح الجيش والقرى المسلحة.
3. الجرائم التي ترتكب ضد مصالح الجيش مباشرة.
4. الجرائم التي منحت المحاكم العسكرية حق البت فيها بموجب الأنظمة والقوانين الخاصة.
5. الجرائم المرتكبة من قبل رجال جيوش حليفة تقيم في الأراضي التونسية وجميع الجرائم الماسة بمصالح هذه الجيوش إلا إذا كان بين حكوماتها وبين الحكومة التونسية اتفاقات خاصة تخالف هذه الأحكام ويمكن منح هذه المحاكم بموجب قانون خاص حق النظر في جميع أو بعض الجرائم المخلة بأمن الدولة الداخلي أو الخارجي.
6. جرائم الحق العام المرتكبة من قبل العسكريين.
7. جرائم الحقّ العامّ المرتكبة ضدّ العسكريين أثناء مباشرتهم للخدمة أو بمناسبته.

ولا تختص المحاكم العسكرية بالنظر في جرائم الحق العام التي يكون أحد أطرافها غير عسكري باستثناء الحالات المنصوص عليها بالفصل 5 مكرّر من نفس الأمر.

## مرجع النظر الترابي
يشمل مرجع نظر المحكمة العسكرية الدائمة كامل تراب البلاد التونسية. بينما يشمل مرجع النظر الترابي للمحكمة زمن الحرب أو في الأحوال الاستثنائية أراضي «العدو المحتلة» وجميع المناطق التي تعين في الأمر الصادر بتشكيلها. حسب ما ذكره القانون الصادر عام 1957.